# Villa Weigang (Dresden)

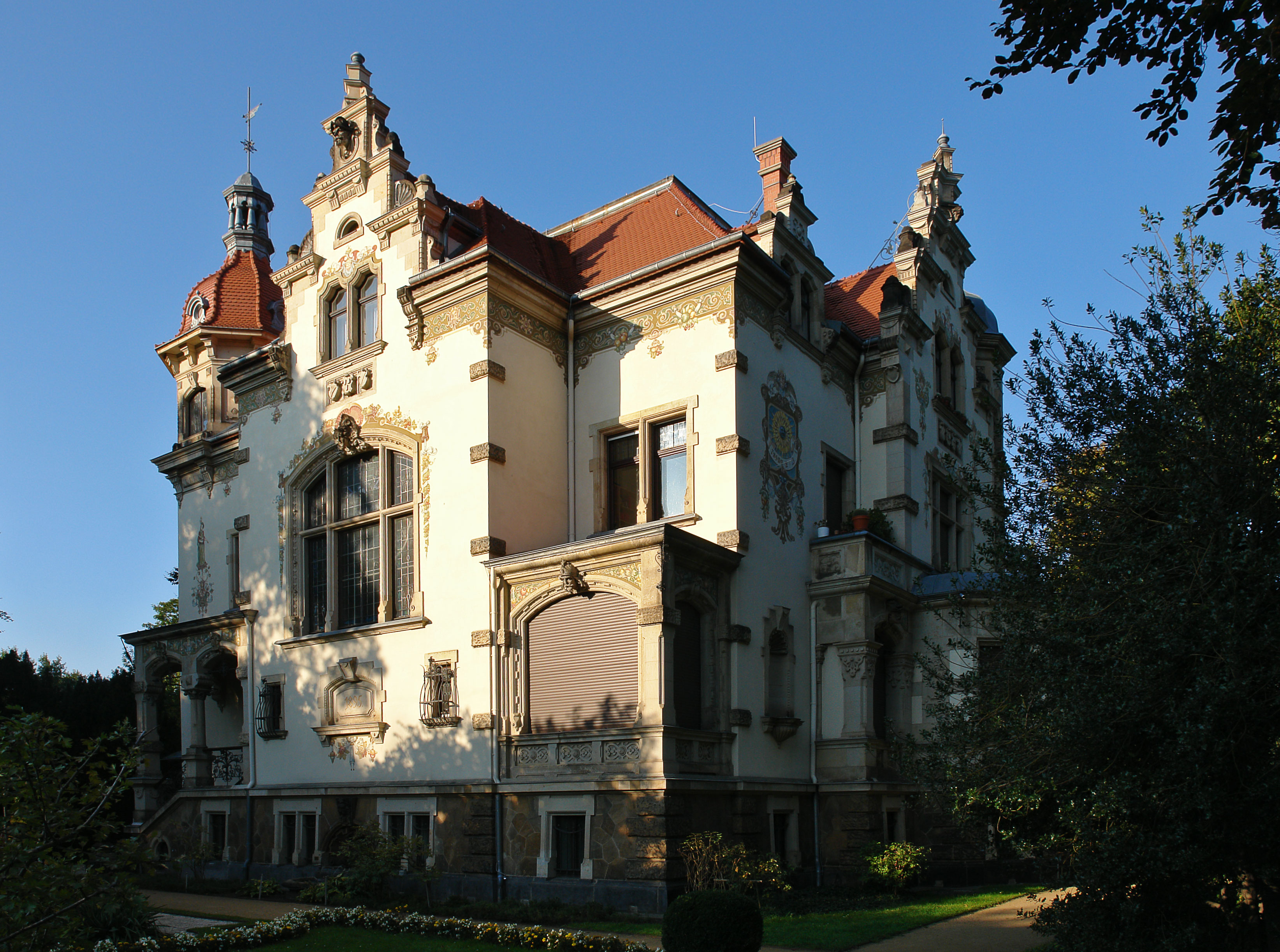
Villa Weigang, 2008

Die Villa Weigang ist ein denkmalgeschütztes Gebäude auf der Goetheallee 55 im Dresdner Stadtteil Blasewitz. Sie gilt als „eine der bedeutendsten und prächtigsten Blasewitzer Villen“.

## Geschichte

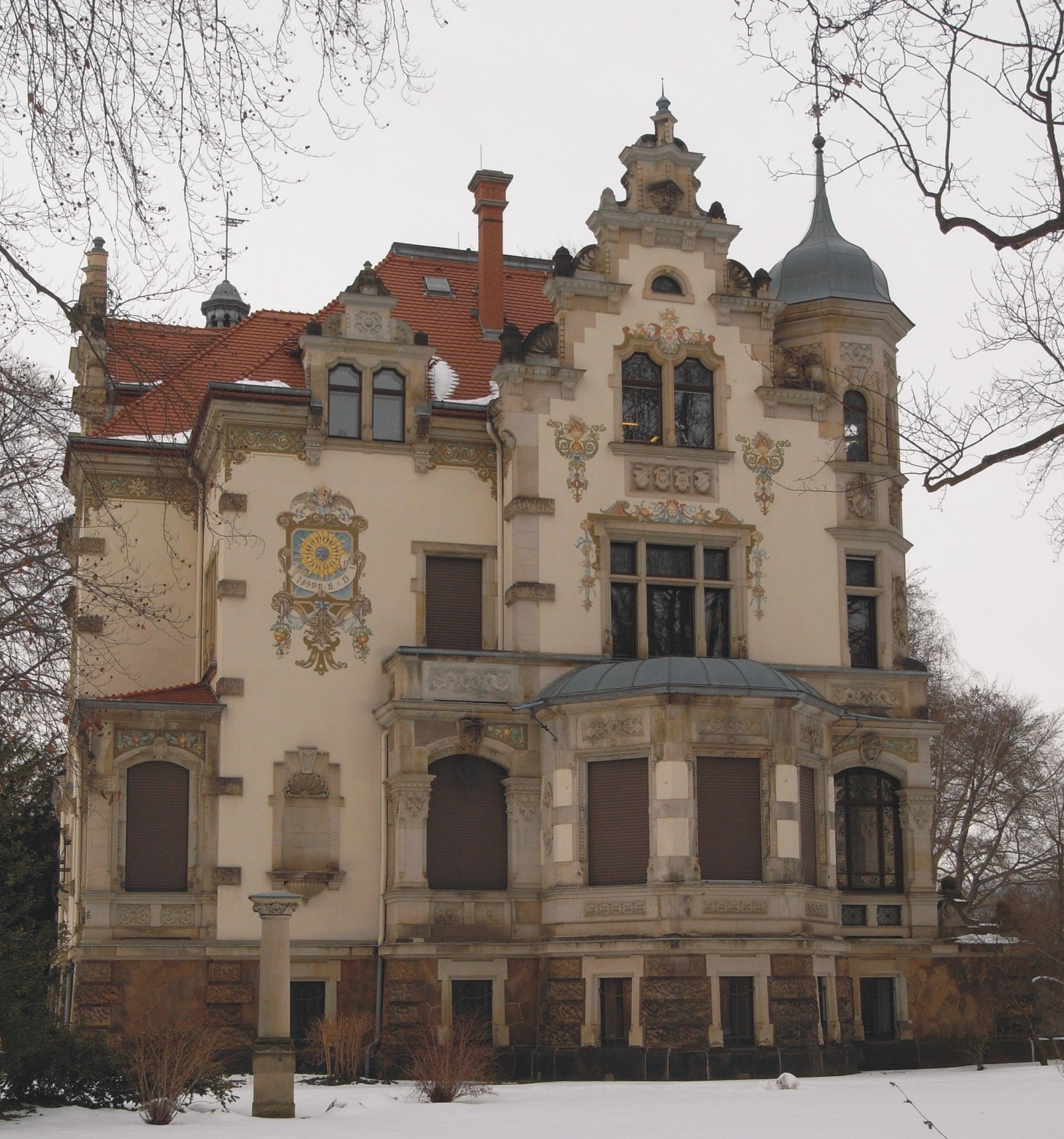
Villa Weigang, Westfassade, 2010

Architekt Max Georg Poscharsky erwarb 1894 das Grundstück Emser Allee 55 und begann im selben Jahr mit dem Bau der Villa, die er selbst entworfen hatte. Bereits im folgenden Jahr veräußerte er das Grundstück mitsamt der noch nicht fertiggestellten Villa an den Bautzener Druckereibesitzer Otto Weigang, der das Gebäude als Alterssitz nutzte. Otto Weigang verstarb 1914. Seine Witwe Anna-Sophie Weigang zog nach dem Tod ihres Mannes in die Bautzner Villa Wallstraße 3 zurück und nutze die Blasewitzer Villa Emser Allee 55 als Sommerwohnung. Ab 1922 bewohnte Weigangs Tochter Lisbeth Schrott die Villa. Weigangs Erben verkauften 1925 die Villa an den Kaufmann Friedrich Schlee, welcher das Haus an Frau Schrott vermietete. Schlee bewohnte später die Villa selbst. Im Jahre 1931 ist die Freitaler Kreditbank als Eigentümer aufgeführt. 
Die Villa wurde in der DDR und auch nach ihrer Restaurierung als Standesamt genutzt. Eine Jury, der unter anderem der Präsident des Bundesverband der Deutschen Standesbeamtinnen und Standesbeamten angehörte, vergab am 8. August 2013 den „Hochzeitsaward 2013“ und zeichnete die Villa Goetheallee 55 als „schönstes Standesamt Deutschlands“ aus.

## Weigang-Dynastie
- Wilhelm Adolph Weigang (* 1803 in Bautzen), deutscher Unternehmer, Druckereibesitzer in Bautzen[4]
- Otto Weigang (1832–1914), Sohn von Wilhelm Adolph Weigang, deutscher Unternehmer, Mitinhaber der Druckerei Gebrüder Weigang in Bautzen
- Eduard Weigang (1843–1912), Sohn von Wilhelm Adolph Weigang, deutscher Unternehmer, Mitinhaber der Druckerei Gebrüder Weigang in Bautzen, Besitzer der Villa Weigang Weigangstraße 1 in Bautzen
- Rudolf Weigang (1877–1960), Sohn von Eduard Weigang, deutscher Unternehmer und Kunstsammler, bis 1935 Besitzer der Druckerei Gebrüder Weigang in Bautzen, Besitzer der Villa Weigang Bautzner Landstraße 44 in Dresden-Loschwitz; seine Sammlung ist seit 2016 im Besitz der Staatlichen Kunstsammlungen Dresden[5]

## Baubeschreibung

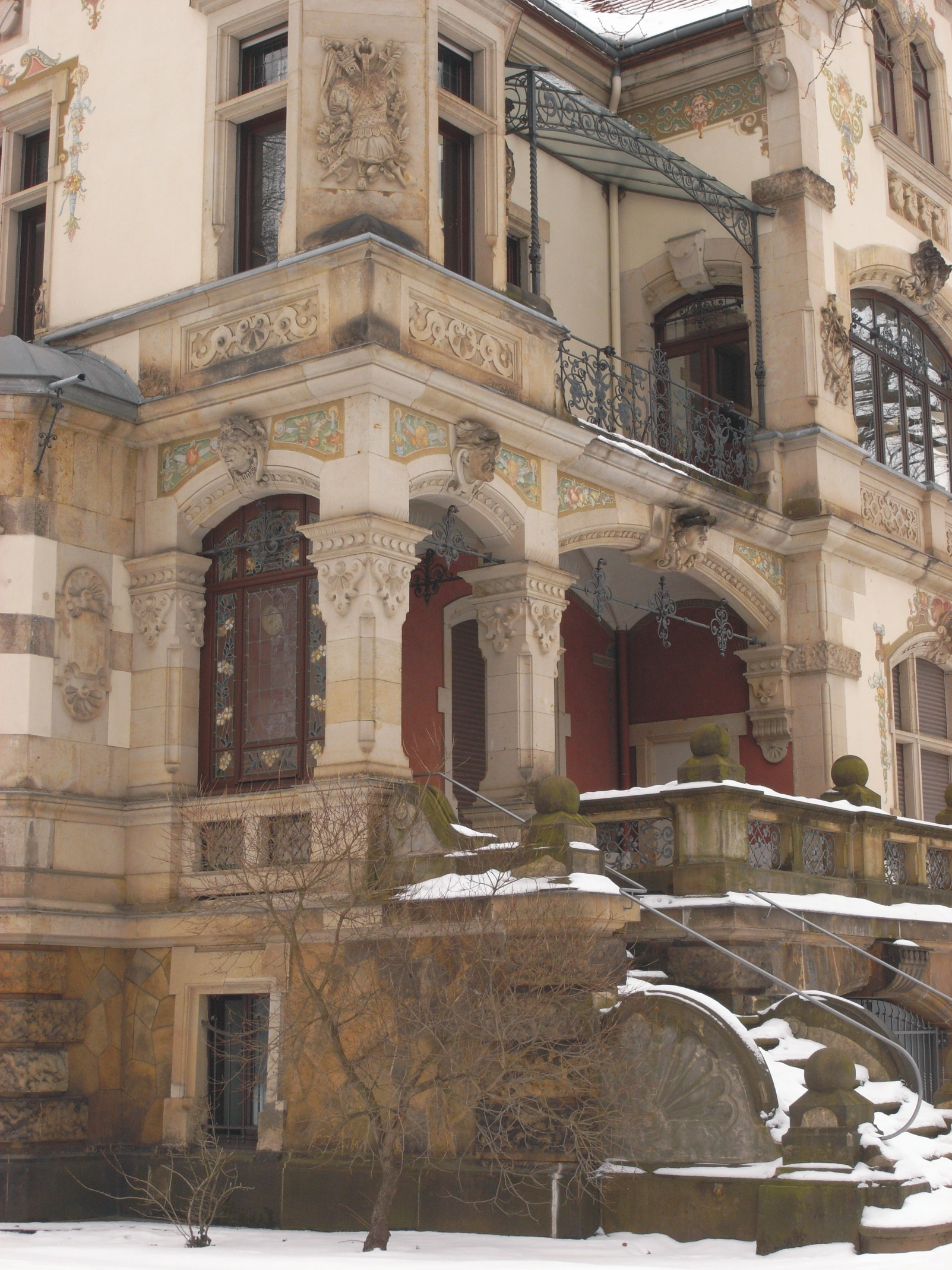
Villa Weigang, Detail

Die Villa hat auf fast quadratischer Grundfläche zwei Geschosse. Verglichen mit anderen Bauten Poscharskys wie beispielsweise der Blasewitzer Villa Vogesenweg 4 wirkt die Villa in ihrem Grundaufbau geordneter. Die aufwändige Gestaltung lehnt sich an die deutsche Renaissance an.
Da sie an der Goetheallee Ecke Käthe-Kollwitz-Ufer liegt, hat die Villa drei Schauseiten. Sie ist historistisch mit Türmchen, einem hohen Giebel, einer Sonnenuhr und vermuschelten Nischen gestaltet und besitzt neben Erkern und Loggien auch eine Freitreppe sowie einen Wandbrunnen. Sandstein gliedert das Gebäude. Verschiedene Fensterformen und reiche florale Putzmalerei mit Ranken und Früchten tragen zum schlossartigen Charakter der Villa bei.
Die Villa wurde zu ihrer Erbauungszeit mit modernster Technik versehen. So erhielt sie eine der ersten Dampfheizungen und eine zentrale Ventilation. Im Inneren haben sich die Ausstattung und Gestaltung der Villa erhalten, wobei Stuck – unter anderem hat die Villa vergoldete Stuckdecken –, Malereien und die Holzvertäfelungen von 1991 bis 1994 restauriert wurden. Sowohl die Zuordnung der Räume wie auch das großzügige Treppenhaus sind im Original erhalten. Auch die mit Ornamenten versehenen Buntglasfenster und ein Fayence-Kamin stammen aus der Zeit der Erbauung.
Ursprünglich besaß die Villa ein parkartiges Gartengrundstück mit reicher Ausstattung. Dieses wurde verkleinert und nur in unmittelbarer Nähe zur Villa wiederhergestellt.